# جایمن هانسو
جایمن گاستون هانسو (فرانسوی: Djimon Hounsou‎؛ زادهٔ ۲۴ آوریل ۱۹۶۴) یک هنرپیشه بنینی-امریکایی است که از سال ۱۹۸۹ میلادی تاکنون مشغول فعالیت است. فعالیت خود را با حضور در فیلم‌های موزیکال آغاز کرد.
او نخستین حضور خود در سینما را با فیلم بدون تو من هیچم آغاز کرد و با بازی در فیلم آمیستاد اثر استیون اسپیلبرگ در سال ۱۹۹۷ به شهرت رسید. وی به دلیل نقش‌هایش در فیلم‌های گلادیاتور، در آمریکا و الماس خونین به شهرت بیشتری دست یافت و نامزد دریافت جایزه اسکار بهترین بازیگر نقش مکمل مرد برای دو فیلم در آمریکا و الماس خونین شد.
از فیلم‌ها یا برنامه‌های تلویزیونی که وی در آن نقش داشته‌است می‌توان به الماس خونین، آرامش، گلادیاتور، کنستانتین، جزیره، اراگون، خشن۷ آمیستاد، فشار، در آمریکا، نگهبانان کهکشان، شاه آرتور: افسانه شمشیر، متفاوت مثل من، سالن زیبایی، کینگزمن، فیل سفید، برخاسته از اعماق و ویوارد پینز اشاره کرد.